# Sonia Polo
Sonia Polo Andrade (Sucre, Bolivia) es una odontóloga, médica cirujana, catedrática y política boliviana que se desempeñó en el alto cargo de Ministra de Salud de Bolivia desde el 23 de enero de 2010 hasta el 16 de mayo de 2010 durante el segundo gobierno del presidente Evo Morales Ayma.

## Biografía
Sonia Polo nació en la ciudad de Sucre. Realizó sus estudios profesionales graduándose inicialmente como odontóloga y luego como médico cirujano. Realizó estudios de posgrado, especializándose en auditoría médica y obteniendo una maestría en salud pública y otra en educación superior. Trabajó en la entonces prefectura de Chuquisaca (actualmente denominado gobernación) como secretaria departamental de desarrollo humano y social y luego como directora del Servicio Departamental de Salud (SEDES) desde 2006 hasta 2008 cuando renunció obligada por los trabajadores del personal de salud.
Sonia Polo se desempeñó también como docente universitaria de pregrado y posgrado en las facultades de medicina de varias universidades, entre ellas la Universidad Mayor de San Andrés (UMSA), en la Universidad Mayor de San Simón (UMSS) y en la Universidad San Francisco Xavier de Chuquisaca (UMSXCH).
Así mismo, ingresó a trabajar al ministerio de planificación del Desarrollo como consultora nacional en salud pública del Plan nacional de erradicación de la Extrema Pobreza (PEEP). Luego ingresaría también a trabajar en el entonces ministerio de salud y deportes con el cargo de Directora Nacional de Promoción de Salud.

## Controversias

### Caso Lotex
En 2010 se conoció que la ministra había beneficiado a una empresa de juegos de azar al darle licencia por 30 años, luego de que el contrato fuese invalidado por evidenciarse vicios de nulidad. El caso había pasado a manos de Polo y ella había ampliado la licencia. Luego se rectificó y anuló el proceso, pero el mismo gobierno de Evo Morales la denunció por las irregularidades del caso. Luego de trece años de juicio, el 13 de marzo de 2023 fue condenada a 8 años de cárcel por corrupción.